# Fedra (Mayr)
Fedra è un'opera in lingua italiana in due atti, composta dal compositore bavarese Giovanni Simone Mayr,  naturalizzato in Italia. Il libretto è di Luigi Romanelli. L'opera inaugurò, il 26 dicembre 1820, la stagione di Carnevale e Quaresima del Teatro alla Scala di Milano. Fedra è la penultima opera lirica composta da Mayr.

## Nuova rappresentazione
Caduta nell'oblìo, il 30 marzo 2008 è stata riesumata e rappresentata per la prima volta in epoca moderna al Staatstheater Braunschweig di Braunschweig.

## Struttura musicale
- Sinfonia

### Atto I
- N. 1 - Introduzione Scorse la sesta Luna (Coro)
- N. 2 - Cavatina di Ippolito Prima si avvezzi al campo (Ippolito, Coro)
- N. 3 - Duetto fra Fedra ed Ippolito Se Teseo poté vagando (Fedra, Ippolito, Coro)
- N. 4 - Coro O con amabile
- N. 5 - Aria di Fedra Sui sai.. quest'alma il sa (Fedra, Ippolito, Atide, Coro)
- N. 6 - Coro e Cavatina di Teseo Mentì la fama a noi - Vasti mari, immense terre (Teseo, Coro)
- N. 7 - Finale I Quest'acciar già molto in campo (Teseo, Ippolito, Fedra, Atide, Teramene, Filocle, Coro)

### Atto II
- N. 8 - Introduzione Felicità costante (Coro)
- N. 9 - Terzetto fra Teseo, Ippolito e Teramene Se reo dinanzi al trono
- N. 10 - Cavatina di Atide So, ch'è colpevole
- N. 11 - Duetto fra Teseo e Fedra Se un figlio spietato
- N. 12 - Aria di Ippolito Fra i perigli e fra i disastri (Ippolito, Coro, Teseo)
- N. 13 - Aria di Fedra L'alma mia, ch'ore mai liete (Fedra, Coro)
- N. 14 - Aria di Teseo Di belliche trombe (Teseo, Coro, Teramene, Filocle)
- N. 15 - Finale II Tu giaci, o misero (Coro, Fedra, Teseo, Teramene, Filocle)